# ライン＝ネッカー郡
ライン＝ネッカー郡 (ドイツ語: Rhein-Neckar-Kreis、アレマン語: Ryy-Necker-Chrais) は、バーデン＝ヴュルテンベルク州で最も人口の多い郡であり、ドイツ全体でも3番目の人口を擁する郡である。州北西部のカールスルーエ行政管区に位置し、ライン＝ネッカー大都市圏に属す。
北はヘッセン州との州境に接し、そのベルクシュトラーセ郡とオーデンヴァルト郡に隣り合う。東はバーデン＝ヴュルテンベルク州のネッカー＝オーデンヴァルト郡、南東はハイルブロン郡、南はカールスルーエ郡に隣接し、西はライン川がラインラント＝プファルツ州との州境をなし、これをはさんで郡独立市シュパイアーおよびライン＝プファルツ郡と向かい合う。北西はマンハイムと接する。
郡庁所在地はハイデルベルクで、郡独立市である。ハイデルベルクは、ライン＝ネッカー郡の郡域が取り囲む真ん中に位置するが、この郡に属していない。ヘッセン州に属する細長い土地がくさびのように入り込んでいる。これはベルクシュトラーセ郡に属すネッカーシュタイナハとヒルシュホルン (ネッカー)である。

## 地理
ライン＝ネッカー郡はクライヒガウの西、オーデンヴァルトの南に接するオーバーライン地溝帯に接する部分を有する。オーデンヴァルトの西端をヴィースロッホから北にハイデルベルク、ヴァインハイムを経由し、ダルムシュタットに至る、いわゆるベルクシュトラーセは、ドイツで最も温暖な地域である。郡の北西半分は歴史的には、プファルツ選帝侯領であった。東部には観光地であるブルンネン地方が位置している。

## 歴史
ライン＝ネッカー郡は、1973年1月1日にバーデン＝ヴュルテンベルク州の郡域再編で成立した。以前の旧ハイデルベルク郡、旧マンハイム郡、旧ジンスハイム郡の北半分および旧モースバッハ郡のいくつかの町村が合併してライン＝ネッカー郡となったのである。1975年1月1日にツィーゲルハウゼンがハイデルベルクに分離され、郡は現在の形になった。旧ハイデルベルク郡、旧マンハイム郡、旧ジンスハイム郡は、それぞれバーデン大公国のベツィルクスアムトに由来し、歴史の中で様々な変遷を経て1936年から1939年に郡となった。同じ頃、1939年に郡独立市のハイデルベルクとマンハイムが成立した。それ以来、両市はそれぞれの郡に属さなくなったのだが、1972年までそれぞれの郡行政の本部所在地となった。郡域再編後にはハイデルベルクが新しいライン＝ネッカー郡の郡庁所在地となった。この郡は、54の市町村を含み、この中の17の市のうち6市（ホッケンハイム、ライメン、シュヴェツィンゲン、ジンスハイム、ヴァインハイム、ヴィースロッホ）が大規模郡都市である。最大の都市はヴァインハイム、最小の町村はヘッデスバッハである。ライン＝ネッカー郡は全54市町村からなり、これはアルプ＝ドナウ郡の55市町村に次ぐ。ヴァインハイム、ラーデンブルク、ネッカーゲミュント、ジンスハイム、ヴィースロッホには、ハイデルベルクの多くの役所の出張所が存在する。

### 人口推移
人口推移は、国勢調査(1)またはバーデン＝ヴュルテンベルク州統計局の公式な統計値を示している。
| 時点            | 人口（人） |
| --------------- | ---------- |
| 1973年12月31日  | 447,099    |
| 1975年12月31日  | 449,602    |
| 1980年12月31日  | 463,110    |
| 1985年12月31日  | 467,597    |
| 1987年5月27日 ¹ | 465,342    |

| 時点           | 人口（人） |
| -------------- | ---------- |
| 1990年12月31日 | 488,017    |
| 1995年12月31日 | 512,445    |
| 2000年12月31日 | 524,028    |
| 2005年12月31日 | 533,993    |
| 2010年12月31日 | 537,625    |
| 2015年12月31日 | 541,859    |

## 行政

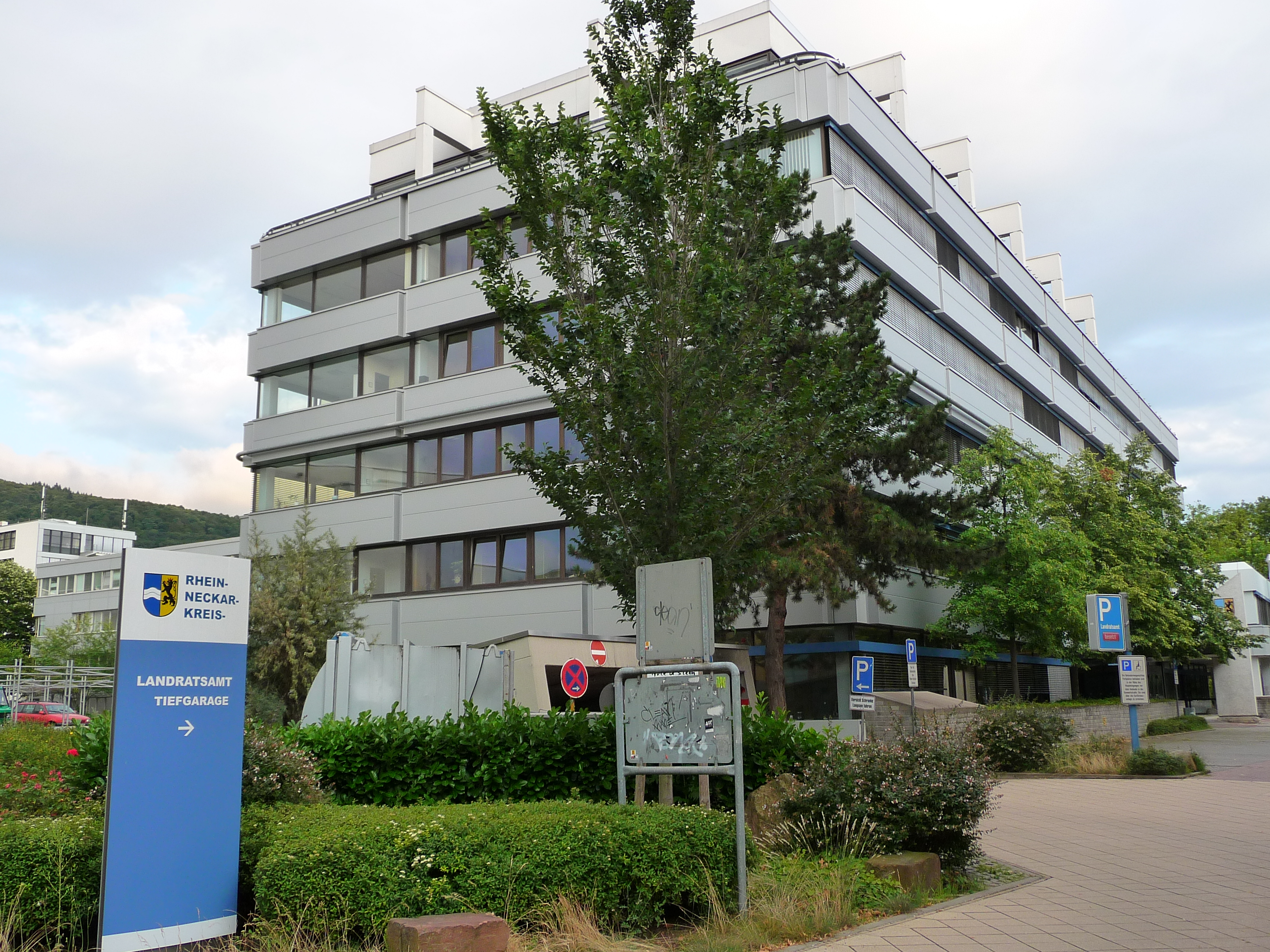
郡庁舎

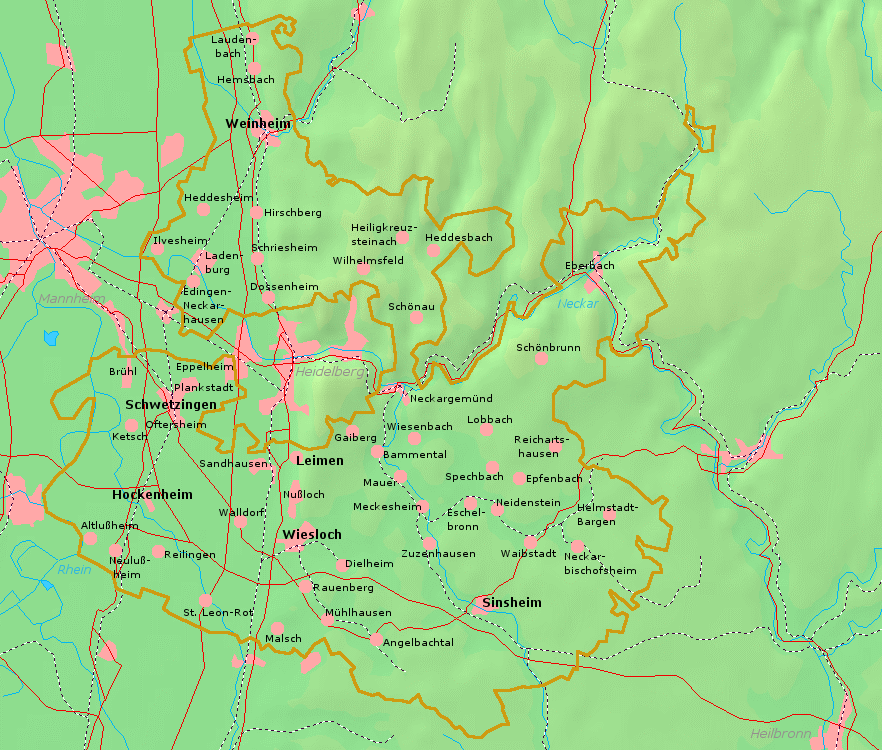
地勢図

郡は郡議会と郡長により運営されている。郡議会は5年ごとに郡内の直接選挙によって選出される。郡議会は、任期8年の郡長を選出する。郡長は、郡の法的な代表者であると同時に、郡議会およびその委員会の議長を務める。郡長は、郡役場を管理し、郡の管理者となる。その職務範囲には、郡議会および委員会の準備がある。彼は会議を招集し、運営を行い、その決議を執行する。会議での投票権はない。郡長代理は、郡の第一官吏が務める。

### 郡議会
郡の人口が多いため、この郡の郡議会は、バーデン＝ヴュルテンベルク州最大の郡議会であり、かつては州議会より議員数が多いことすらあった。90年代の初めに郡の制度改正があり、議員数は減少した。2014年5月25日の選挙結果は以下の通り（投票率 51.4 %）。
| 政党         | 得票率 (%) | 議席数 |
| ------------ | ---------- | ------ |
| CDU          | 26.8       | 27     |
| SPD          | 16.6       | 17     |
| Freie Wähler | 18.0       | 18     |
| GRÜNE        | 20.5       | 20     |
| FDP          | 6.6        | 7      |
| AfD          | 7.7        | 8      |
| 左翼党       | 3.6        | 4      |
| 計           | 100.0      | 101    |
| 投票率       | 62.1 %     | 62.1 % |

### 郡長
1973年以降のライン＝ネッカー郡の郡長を列記する。
- 1973年: ゲオルク・シュタインブレンナー（職務代行者）
- 1973年 - 1986年: アルベルト・ネッケナウアー
- 1986年 - 2010年: イュルゲン・シュッツ
- 2010年 - ：シュテファン・ダリンガー (CDU)

### 紋章
図柄: 左右二分割。向かって左は青地に、黒線で上下に分かれた銀の波帯。向かって右は金地に、赤い冠、赤い舌、赤い爪をした黒いライオン。（1975年11月5日制定）
意味: この紋章は、郡域の地理上の位置と歴史上の支配者を示している。2つに分かれた波帯は、郡の名前の由来となっているライン川とネッカー川を象徴する。プファルツ選帝侯のライオンは現在の郡域の多くを支配し、ハイデルベルクあるいは1720年以降はマンハイムを宮廷所在地としたプファルツ選帝侯領を象徴している。ライオンの色は、紋章学上の色彩規定に合わせて、オリジナルのプファルツ選帝侯の紋章と色を逆転させている。

## 経済と社会資本

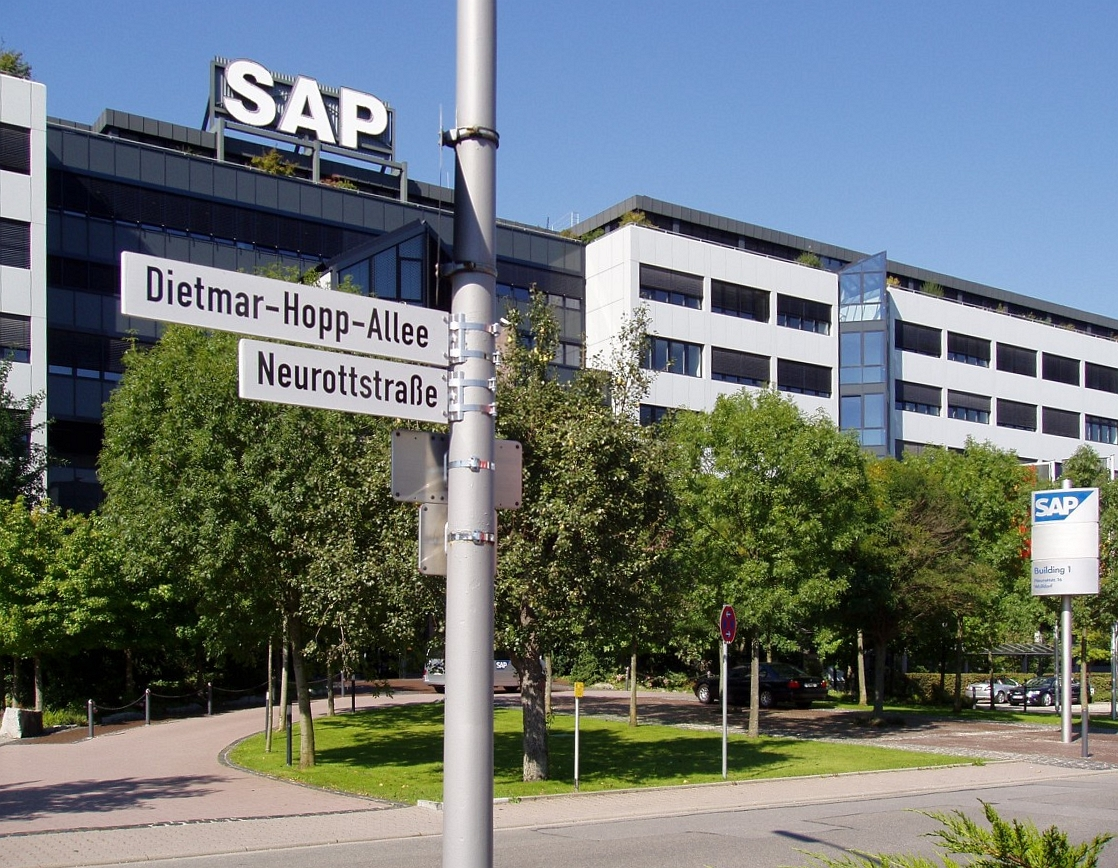
ヴァルドルフのSAP本社

工業構造は、金属加工業と化学産業の企業（たとえば、ヴァインハイムのフロイデンベルクなど）が多いのが特徴である。そのなかには多くの中小企業も含まれる。サービス部門は、確かにそれほど集中してはいないのだが、郡内には、たとえばヴァルドルフおよびザンクト・レオン＝ロートに拠点を構えるソフトウェア・ベンダーのSAP、あるいはヴィースロッホに拠点を置く金融業者MLP、印刷機械のHeidelberger Druckmaschinenなど重要な企業が存在している。郡の非都市部では、農林業が盛んである。ライン地溝帯（ザンクト・レオン＝ロート、シュヴェツィンゲン）は、ドイツにおけるアスパラガスの主生産地である。

### 交通

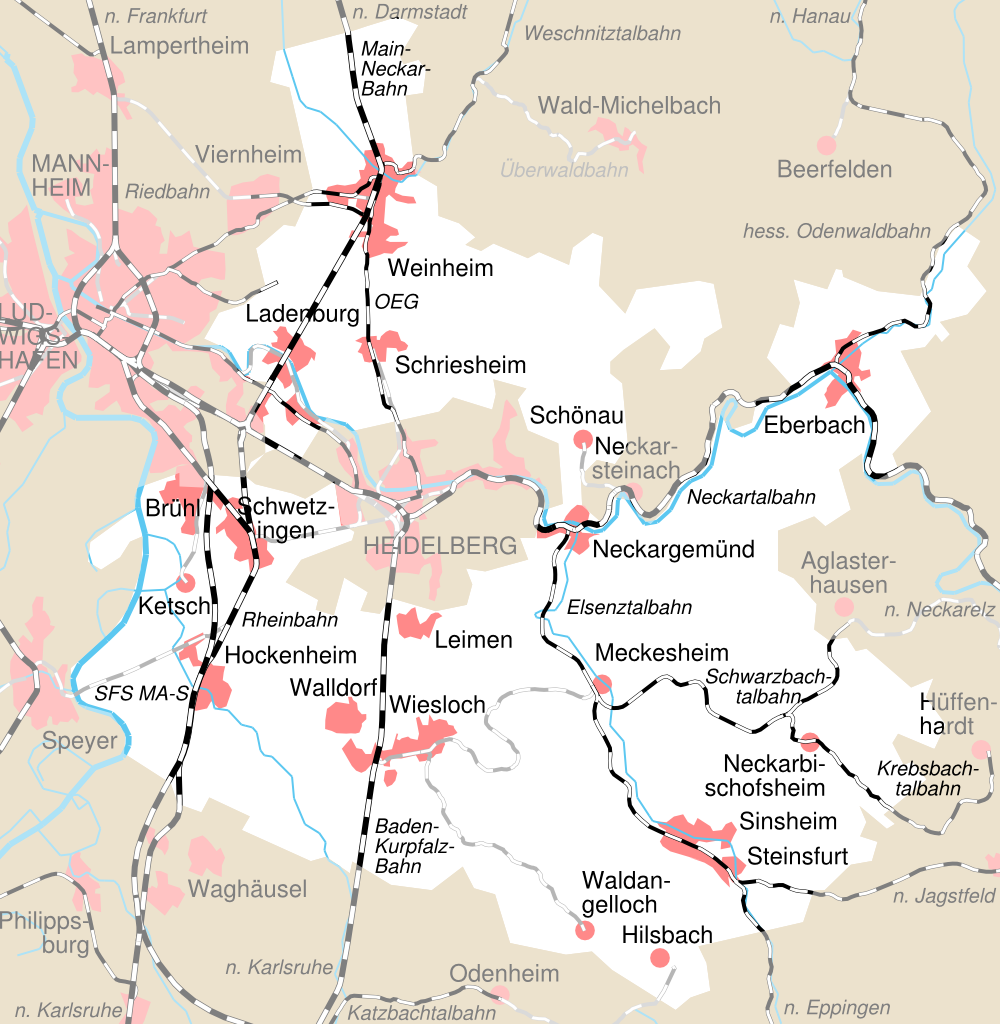
ライン＝ネッカー郡の鉄道網

郡域を連邦アウトバーンA5号 バーゼル - フランクフルト・アム・マイン線、およびA6号 ザールブリュッケン - マンハイム - ニュルンベルク線が走っており、ヴァルドルフ・ジャンクションで交差する。また、連邦道B3号 バーゼル - フランクフルト、B39号、B37号、B45号線、さらには多くの郡道が走っている。
2003年12月14日に、は、この地区のSバーン（ドイツ鉄道の郊外電車網）が開業し、近隣のカイザースラウテルンやカールスルーエと結んでいる。またオーベルライン鉄道は、マンハイム、ハイデルベルク、ヴァインハイムを結ぶ環状線で、ハイデルベルク（およびマンハイム）の路面電車と一体で路線を運営している。BRN (Busverkehr Rhein-Neckar)、RNV、SWEG (Südwestdeutsche Verkehrs-Aktiengesellschaft) が比較的密なバス路線をハイデルベルク周辺地域に展開している。

### 郡の公共機関
ライン＝ネッカー郡は以下の職業学校を運営している。テオドール・フライ・シューレ・エーバーバッハ（営業および商業学校）、エールハルト・ショット・シューレ・シュヴェツィンゲン（営業学校）、フリードリヒ・ヘッカー・シューレ・ジンスハイム（営業学校）、ハンス・フロイデンベルク・シューレ・ヴァインハイム（営業学校）、フーベルト・シュテルンベルク・シューレ・ヴィースロッホ（営業学校）、カール・テオドール・シューレ・シュヴェツィンゲン（商業学校）、マックス・ヴェーバー・シューレ・ジンスハイム（商業学校）、ヨハン・フィリップ・リース・シューレ・ヴァインハイム（商業学校）、ヨハン・フィリップ・ブロンナー・シューレ・ヴィースロッホ（商業学校）、ルイーゼ・オットー・ペータース・シューレ・ホッケンハイム（家政学学校、ヴィースロッホに分校あり）、アルベルト・シュヴァイツァー・シューレ・ジンスハイム（家政学学校）、ヘレン・ケラー・シューレ・ヴァインハイム（家政学学校）。この他にいくつかの特殊学校もある。
ライン＝ネッカー郡は、病院、老人・養護ホーム、老人リハビリ・クリニックを運営している。

## 市町村
| 市 (Städte)      | 市 (Städte) | 市 (Städte)                                    | 市 (Städte)          | 市 (Städte) | 市 (Städte) |
| ---------------- | ----------- | ---------------------------------------------- | -------------------- | ----------- | ----------- |
|                  |             | エーバーバッハ                                 | Eberbach             | 14,489      | 81.2 km²    |
|                  |             | エッペルハイム                                 | Eppelheim            | 15,543      | 5.6 km²     |
|                  |             | ヘムスバッハ                                   | Hemsbach             | 11,884      | 12.9 km²    |
|                  |             | ホッケンハイム                                 | Hockenheim           | 21,631      | 34.8 km²    |
|                  |             | ラーデンブルク                                 | Ladenburg            | 12,704      | 19 km²      |
|                  |             | ライメン                                       | Leimen               | 27,286      | 20.6 km²    |
|                  |             | ネッカービショフスハイム                       | Neckarbischofsheim   | 4,213       | 26.4 km²    |
|                  |             | ネッカーゲミュント                             | Neckargemünd         | 13,629      | 26.2 km²    |
|                  |             | ラウエンベルク                                 | Rauenberg            | 8,727       | 11.1 km²    |
|                  |             | シェーナウ                                     | Schönau              | 4,376       | 22.5 km²    |
|                  |             | シュリースハイム                               | Schriesheim          | 15,309      | 31.6 km²    |
|                  |             | シュヴェツィンゲン                             | Schwetzingen         | 21,609      | 21.6 km²    |
|                  |             | ジンスハイム                                   | Sinsheim             | 36,978      | 127 km²     |
|                  |             | ヴァイプシュタット                             | Waibstadt            | 5,708       | 25.6 km²    |
|                  |             | ヴァルドルフ                                   | Walldorf             | 15,995      | 19.9 km²    |
|                  |             | ヴァインハイム                                 | Weinheim             | 45,381      | 58.1 km²    |
|                  |             | ヴィースロッホ                                 | Wiesloch             | 27,120      | 30.3 km²    |
| 町村 (Gemeinden) |             |                                                |                      |             |             |
|                  |             | アルトルスハイム                               | Altlußheim           | 6,389       | 16 km²      |
|                  |             | アンゲルバッハタール                           | Angelbachtal         | 5,217       | 17.9 km²    |
|                  |             | バンメンタール                                 | Bammental            | 6,594       | 12.2 km²    |
|                  |             | ブリュール                                     | Brühl                | 14,238      | 10.2 km²    |
|                  |             | ディールハイム                                 | Dielheim             | 9,144       | 22.7 km²    |
|                  |             | ドッセンハイム                                 | Dossenheim           | 12,534      | 14.1 km²    |
|                  |             | エーディンゲン＝ネッカーハウゼン               | Edingen-Neckarhausen | 14,211      | 12 km²      |
|                  |             | エプフェンバッハ                               | Epfenbach            | 2,412       | 13 km²      |
|                  |             | エッシェルブロン                               | Eschelbronn          | 2,810       | 8.2 km²     |
|                  |             | ガイベルク                                     | Gaiberg              | 2,429       | 4.2 km²     |
|                  |             | ヘッデスバッハ                                 | Heddesbach           | 462         | 8.2 km²     |
|                  |             | ヘッデスハイム                                 | Heddesheim           | 12,031      | 14.7 km²    |
|                  |             | ハイリヒクロイツシュタイナハ                   | Heiligkreuzsteinach  | 2,603       | 19.6 km²    |
|                  |             | ヘルムシュタット＝バーゲン                     | Helmstadt-Bargen     | 3,909       | 28 km²      |
|                  |             | ヒルシュベルク・アン・デア・ベルクシュトラーセ | Hirschberg           | 9,793       | 12.4 km²    |
|                  |             | イルフェスハイム                               | Ilvesheim            | 9,280       | 5.9 km²     |
|                  |             | ケッチュ                                       | Ketsch               | 13,141      | 16.5 km²    |
|                  |             | ラウデンバッハ                                 | Laudenbach           | 6,519       | 10.3 km²    |
|                  |             | ロプバッハ                                     | Lobbach              | 2,338       | 14.9 km²    |
|                  |             | マルシュ                                       | Malsch               | 3,478       | 6.8 km²     |
|                  |             | マウアー                                       | Mauer                | 4,158       | 6.3 km²     |
|                  |             | メッケスハイム                                 | Meckesheim           | 5,244       | 16.3 km²    |
|                  |             | ミュールハウゼン                               | Mühlhausen           | 8,832       | 15.3 km²    |
|                  |             | ナイデンシュタイン                             | Neidenstein          | 1,753       | 8.5 km²     |
|                  |             | ノイルスハイム                                 | Neulußheim           | 7,132       | 3.4 km²     |
|                  |             | ヌスロッホ                                     | Nußloch              | 11,332      | 13.6 km²    |
|                  |             | オフタースハイム                               | Oftersheim           | 12,211      | 12.8 km²    |
|                  |             | プランクシュタット                             | Plankstadt           | 10,611      | 8.4 km²     |
|                  |             | ライヒャルツハウゼン                           | Reichartshausen      | 2,143       | 10 km²      |
|                  |             | ライリンゲン                                   | Reilingen            | 8,320       | 16.4 km²    |
|                  |             | ザントハウゼン                                 | Sandhausen           | 15,421      | 14.6 km²    |
|                  |             | シェーンブルン                                 | Schönbrunn           | 2,920       | 34.5 km²    |
|                  |             | シュペヒバッハ                                 | Spechbach            | 1,766       | 8.5 km²     |
|                  |             | ザンクト・レオン＝ロート                       | St. Leon-Rot         | 13,948      | 25.6 km²    |
|                  |             | ヴィーゼンバッハ                               | Wiesenbach           | 3,108       | 11.1 km²    |
|                  |             | ヴィルヘルムスフェルト                         | Wilhelmsfeld         | 3,295       | 4.8 km²     |
|                  |             | ツーツェンハウゼン                             | Zuzenhausen          | 2,337       | 11.6 km²    |

（ ）内の単位のない数値は、2023年12月31日現在の人口。

### 行政共同体および自治体行政連合
エーバーバッハ行政共同体
エーバーバッハ（本部所在地）、シェーンブルン
エルゼンツタール自治体行政連合
メッケスハイム（本部所在地）、エッシェルブロン、ロプバッハ、マウアー、シュペヒバッハ
ヘムスバッハ行政共同体
ヘムスバッハ（本部所在地）、ラウデンバッハ
ホッケンハイム行政共同体
ホッケンハイム（本部所在地）、アルトルスハイム、ノイルスハイム、ライリンゲン
ネッカーゲミュント自治体行政連合
ネッカーゲミュント（本部所在地）、バンメンタール、ガイベルク、ヴィーゼンバッハ
ラウエンベルク自治体行政連合
ラウエンベルク（本部所在地）、マルシュ、ミュールハウゼン
シェーナウ自治体行政連合
シェーナウ（本部所在地）、ヘッデスバッハ、ハイリヒクロイツシュタイナハ、ヴィルヘムスフェルト
ジンスハイム行政共同体
ジンスハイム（本部所在地）、アンゲルバッハタール、ツーツェンハウゼン
ヴァイプシュタット自治体行政連合
ヴァイプシュタット（本部所在地）、ネッカービショフスハイム、エプフェンバッハ、ヘルムシュタット＝バーゲン、ナイデンシュタイン、ライヒャルツハウゼン
ヴィースロッホ行政共同体
ヴィースロッホ（本部所在地）、ディールハイム

## 引用
1. 1 2  Statistisches Landesamt Baden-Württemberg – Bevölkerung nach Nationalität und Geschlecht am 31. Dezember 2023 (CSV-Datei)
2. ↑  Vorläufiges Ergebnis der Kreistagswahl 2014 - Landkreis Rhein-Neckar-Kreis（2014年7月12日 閲覧）